# Моэ Поати II
Моэ Поати II (фр. Moe Poaty II) — король Лоанго в 1923—1929 годах.

## Биография

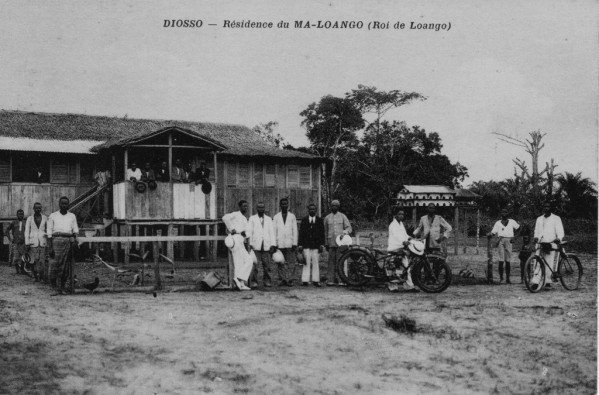
Резиденция короля Лоанго, 1920 год.

Моэ Поати II взошёл на престол в 1923 году и был свергнут в 1926 году колониальной администрацией за то, что вновь привнёс в традиционное правосудие испытание. Если подозреваемый выдерживал это испытание, его реабилитировали. Под влиянием элиты королевства, в частности музыкальной и культурной ассоциации «Гармония Пуэнт-Нуара», основанной Жаном Феликсом-Чикайя, он был освобождён и восстановлен на престоле. Замена колониального администратора, решения которого считались предвзятыми для граждан Лоанго, была ещё одной победой этого объединения. Во время правления Моэ Поати II его подданные не платили налоги колониальной администрации. Моэ Поати II был членом королевской линии Нката. Умер в 1929 году в Диоссо. Был похоронен на кладбище Чибанг Банг.